# Marc Tolrà
Marc Tolrà García, más conocido como Marc Tolrà, (Barcelona, 27 de enero de 1991) es un jugador de fútbol sala español que juega como cierre en el Industrias Santa Coloma.

## Palmarés
- 1 LNFS (2013)
- 2 Copa del Rey de fútbol sala (2013, 2018)
- 1 Copa de España de fútbol sala (2013)
- 1 Copa Catalunya de fútbol sala (2025)

## Clubes
- FC Barcelona ( -2013)
- Magna Navarra (2013-2015)
- FC Barcelona (2015-2018)
- Benfica (2018-2021)
- Levante UD (2021-2023)
- Industrias Santa Coloma (club actual)